# Rudżajb
Rudżajb (arab. ‏روجيب‎, Rūǧayb) – wieś w Palestynie, w muhafazie Nablus. Według danych szacunkowych Palestyńskiego Centralnego Biura Statystycznego w 2016 roku miejscowość liczyła 5099 mieszkańców.